# 檸檬 (遊助の曲)
「檸檬」（レモン）は、遊助の12枚目のシングル。2013年2月27日にソニー・ミュージックレコーズから発売された。
本作のテーマは、「出会いと別れの季節の過ごし方」。

## 概要
前作「VIVA! Nossa Nossa」から約4か月ぶりのシングルであり、2013年最初のシングルとなる。なお、本作は、2009年から2010年までの、黄色に関連した物をシングルタイトルにしていた案を再び取り入れている。
表題曲は、ドラマ『終電バイバイ』の主題歌に起用された（最終回にはゲスト出演した）。ドラマのタイアップは1枚目のシングル「ひまわり」（フジテレビ系『上地雄輔ひまわり物語〜家族・親友・彼女…誰も知らない素顔初公開!〜』主題歌）以来、連続ドラマの主題歌は初である。
また、カップリング「卒業生より」は、「さくら物語」以来となる遊助2度目の卒業ソングである。
通常盤には、カップリング「卒業生より」のインストウルメンタルが収録されている。遊助のシングルにカップリングのインストウルメンタルが収録されるのは、『全部好き。』収録の「レインボー」以来、2度目。通常盤に収録されることに限定すれば、初となる。
初回生産限定盤AのDVDには PVが収録され、初回生産限定盤BのDVDには、10月20日に行われた「ロックの学園 in 東北」から「Baby Baby」、手話をしながら歌唱している「全部好き。」が収録される。また、本作のPVは、映画監督の中村哲平が演出し、上地雄輔として初出演した映画『GO-CON!』で共演以来親交のある女優の木村多江の他、山崎紘菜、西山潤、浦島こうじが出演している。

## CDタイプ
- 初回生産限定盤A
  - CD+DVD (5min) +オリジナルシールA付属
- 初回生産限定盤B
  - CD+DVD (9min) +オリジナルシールB付属
- 通常盤
  - 初回生産分のみ、ポケットカレンダーランダム封入

## 収録曲
全曲、作詞：遊助

### 通常盤
1. 檸檬 [4:53]
作曲・編曲：大隅知宇
  - TBS系ドラマ『終電バイバイ』主題歌
2. In the rain [4:43]
作曲・編曲：今井大介(D.I)
3. 花とあれ [4:09]
作曲・編曲：村山晋一郎
4. 卒業生より [5:09]
作曲・編曲：CHOKKAKU
5. 卒業生より -instrumental-

### 初回生産限定盤A（DVD付）
CD
1. 檸檬
2. In the rain
3. 花とあれ
4. 檸檬 -instrumental-

DVD
1. 檸檬 Music Video

### 初回生産限定盤B（DVD付）
CD
1. 檸檬
2. In the rain
3. 花とあれ
4. 檸檬 -instrumental-

DVD
1. ロックの学園in東北 特別ライブ映像(2012年10月20日)
  - 「Baby Baby」
  - 「全部好き。」